# Philae

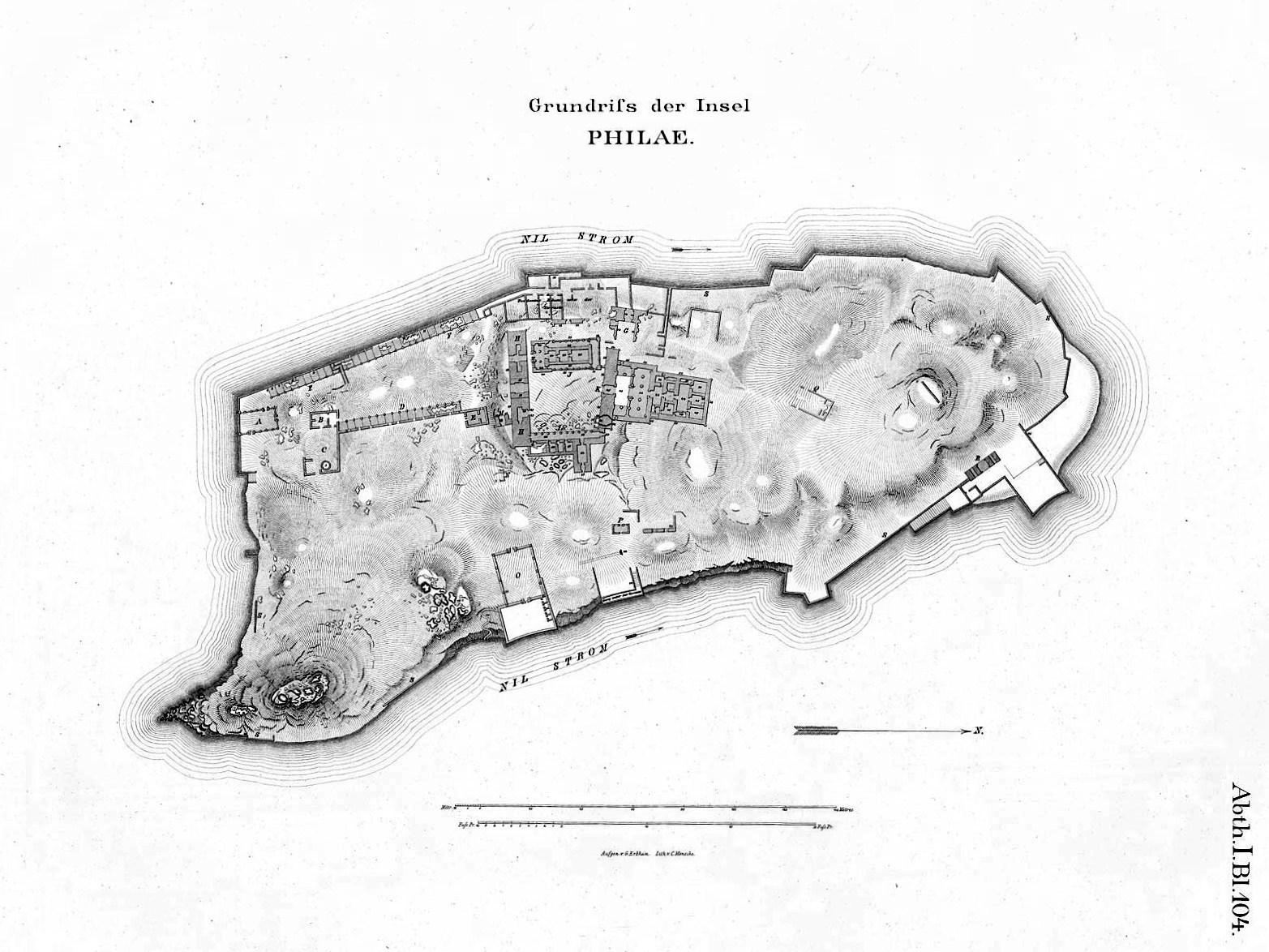
Planul insulei Philae cu templele sale

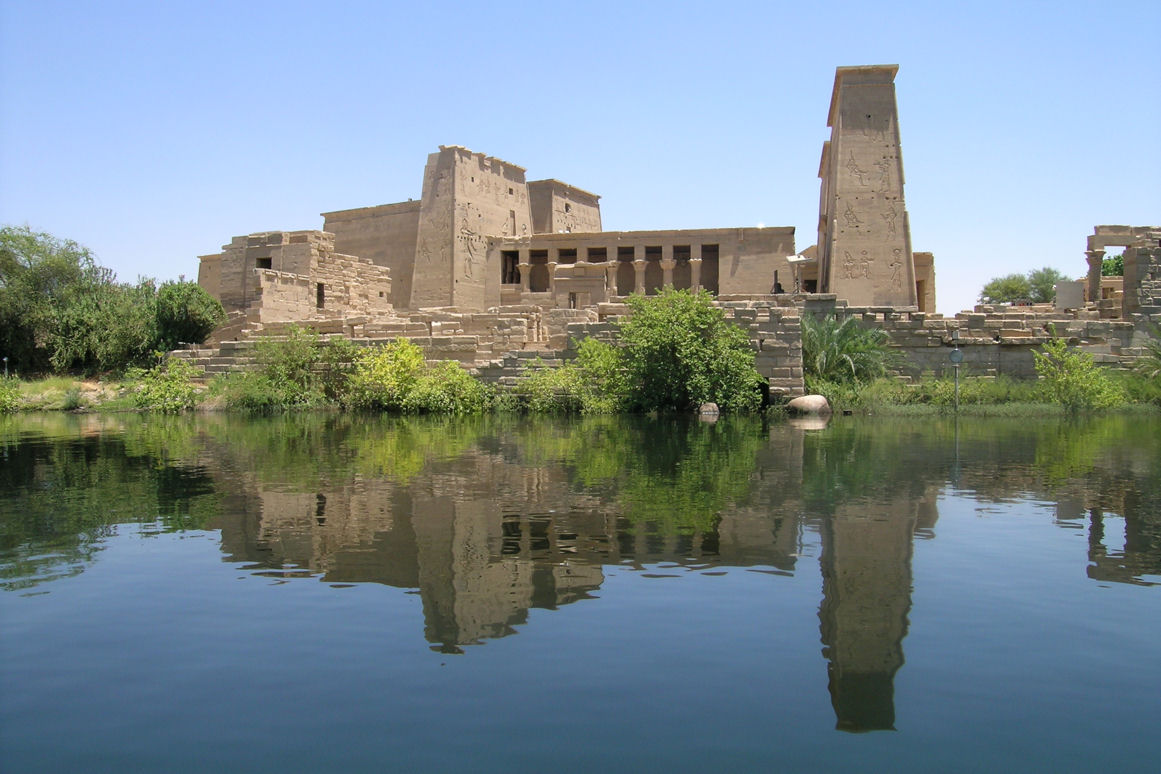
Templul strămutat acum pe insula Agilika

Philae a fost o insulă pe fluviul Nil, în Egiptul de Sus, fiind considerată lăcașul sacru al zeiței Isis. Pe teritoriul insulei se aflau mai multe temple, cel mai vechi datând din secolul VII î.Hr.
După finalizarea lucrărilor de la barajul Aswan în 1970, templele au fost mutate pe insula Agikia, iar insula Philae a fost acoperită de apele lacului Nasser.